# Reaching Out (альбом Дейва Бейлі)
Reaching Out — студійний альбом американського джазового ударника Дейва Бейлі, випущений у 1961 році лейблом Jazztime. 

## Опис
Свій третій альбом в якості лідера ударник Дейв Бейлі записав у складі власного квінтету, до якого увійшли гітарист Грант Грін, піаніст Біллі Гарднер, тенор-саксофоніст Френк Гейнс і контрабасист Бен Такер. Записаний 15 березня 1961 року на студії Nola Recording Studios в Нью-Йорку.
Серед композицій повільний блюз «Our Miss Brooks», написаний тенор-саксофоністом Гарольдом Віком і записаний ним для лейблу Blue Note (Грант Грін також брав участь у тій сесії), «A Flick of a Trick» і «Baby You Should Know It» Бена Такера, а також джазовий стандарт «Falling in Love with Love» Гарта і Роджерса.

## Список композицій
1. «Reaching Out» (Руді Шеффер)  — 5:30
2. «Our Miss Brooks» (Гарольд Вік) — 7:00
3. «A Flick of a Trick» (Бен Такер)  — 8:26
4. «One for Elena» (Біллі Гарднер)  — 6:09
5. «Baby You Should Know It» (Бен Такер)  — 9:14
6. «Falling in Love with Love» (Лоренц Гарт, Річард Роджерс)  — 5:26

## Учасники запису
- Дейв Бейлі — ударні, текст
- Френк Гейнс — тенор-саксофон
- Біллі Гарднер — фортепіано
- Грант Грін — гітара
- Бен Такер — контрабас

Технічний персонал
- Фред Норсворті — продюсер
- Том Нола — інженер
- Гері Гледстоун — фотографія, дизайн